# Circuito di Campione d'Italia 1937
Il Circuito di Campione d'Italia 1937 fu una gara automobilistica, valevole per il campionato italiano classe 1500cc., svoltasi il 26 settembre 1937 nell'omonima exclave italiana.
La vittoria arrise a Giovanni Rocco alla guida di una Maserati 6CM.

## Storia
La competizione fu voluta dall'Azienda Autonoma di Turismo (AAT) di Campione d'Italia e finanziata dalla Società Anonima Iniziative Turistiche (SAIT) che aveva sede a Roma. Ottenute le approvazioni del Comitato Automobilistico Italiano e del CONI, la manifestazione fu infine autorizzata dal Ministero dell'interno il 9 settembre 1937.
Il comitato organizzatore, che agiva sotto la presidenza di Emanuele Belloni (SAIT), comprendeva Carlo Emanuele Restelli (RACI di Como), Domenico Gelpi (Ufficio tecnico della Provincia di Como), Domenico Mastrangelo (Comune di Campione d'Italia) e Luca Vismar (AAT di Campione d'Italia).
La pubblicistica dell'epoca amò definirla la corsa sul "più piccolo circuito del mondo". L'iniziativa non riuscì a trovare un seguito negli anni immediatamente successivi: si dovette attendere infatti fino al 1946, anche a causa della scoppio della seconda guerra mondiale, per la seconda e ultima edizione che fu però riservata a cilindrate minori.

## Gara
La formula adottata per la competizione prevedeva tre batterie di qualifica sulla distanza di 40 giri, corse nella medesima giornata della gara, a ciascuna delle quali era ammesso un diverso gruppo di piloti estratto con sorteggio tra gli iscritti. I due migliori piazzati di ciascuna batteria acquisivano il diritto a partecipare alla gara finale prevista sulla distanza di 50 giri.
Si ebbe inoltre, nel venerdì precedente la gara, una sessione di prove libere in cui i migliori tempi sul giro furono segnati da Lurani con 46"8, Teagno 48"2 e Minetti 49"0. 
Come d'abitudine all'epoca, alle vetture vennero assegnati da regolamento solo numeri di gara pari.
Per dare il segnale di partenza fu invitato il generale Attilio Teruzzi.

### Montepremi
Il montepremi complessivo ammontava a 50.000 lire, di cui 10.000 ad appannaggio del vincitore finale e 2.500 ai vincitori di ciascuna batteria. Erano previsti, a scendere di valore, anche premi per i piazzamenti nella finale e nelle batterie, nonché un premio da suddividere tra i non piazzati che avessero però percorso un numero minimo di giri entro un distacco massimo dal vincitore.
Inoltre il Casinò di Campione mise in palio una coppa per premiare l'autore del giro più veloce.

### Piloti iscritti
Dei 19 piloti iscritti parteciparano effettivamente alla competizione in 14:
| N° | Pilota              | Scuderia                     | Vettura         | Note             |
| -- | ------------------- | ---------------------------- | --------------- | ---------------- |
| 2  | Carlo Felice Trossi | Officine Alfieri Maserati    | Maserati 4CM    |                  |
| 4  | Enrico Gessner      | Süddeutsche Renngemeinschaft | Maserati 6CM    | Non presentatosi |
| 6  | Aldo Marazza        | Officine Alfieri Maserati    | Maserati 6CM    |                  |
| 8  | Ferdinando Righetti | Scuderia Ambrosiana          | Maserati 6CM    |                  |
| 10 | Ciro Basadonna      | privato                      | Maserati 4CM    |                  |
| 12 | Edoardo Teagno      | privato                      | Maserati 6CM    |                  |
| 14 | Giovanni Rocco      | privato                      | Maserati 6CM    |                  |
| 16 | Luigi Villoresi     | Scuderia Ambrosiana          | Maserati 6CM    | Non presentatosi |
| 18 | Luciano Uboldi      | Gruppo Volta                 | Uboldi-Maserati |                  |
| 20 | Ettore Bianco       | Officine Alfieri Maserati    | Maserati 6CM    |                  |
| 22 | Francesco Severi    | privato                      | Maserati 6CM    |                  |
| 24 | Ferdinando Barbieri | privato                      | Maserati 4CM    |                  |
| 26 | Giovanni Lurani     | Scuderia Ambrosiana          | Maserati 4CM    |                  |
| 28 | Roberto Caspani     | privato                      | Maserati?       |                  |
| 30 | Sergio Carnevalli   | Gruppo Volta                 | MB-Maserati     |                  |
| 32 | Eugenio Minetti     | Scuderia Ambrosiana          | Maserati 6CM    |                  |
| 34 | René Dreyfus        | Officine Alfieri Maserati    | Maserati 6CM    | Non presentatosi |
| 36 | Piero Dusio         | privato                      | Maserati 6CM    | Non presentatosi |
| 38 | Franco Cortese      | Scuderia Torino              | Maserati 6CM    | Non presentatosi |

### Qualificazioni
Le batterie di qualificazioni si svolsero secondo regolamento a partire dalle ore 15:00.
La composizione delle batterie venne stabilita con sorteggio a fasce:
- 1ª fascia: piloti giunti primi o secondi in precedenti gare della stagione del campionato 1500cc
- 2ª fascia: altri piloti rappresentanti di scuderie
- 3ª fascia: altri piloti privati

#### 1ª batteria
Bianco e Marazza staccarono gli avversari fin dai primi giri e ingaggiarono un serrato duello di sorpassi e controsorpassi che si risolse con un arrivo in volata in favore di Bianco.
La classifica finale della prima batteria delle qualificazioni fu la seguente:
| Pos | N° | Pilota              | Scuderia                  | Vettura      | Giri | Tempo/Ritiro |
| --- | -- | ------------------- | ------------------------- | ------------ | ---- | ------------ |
| 1   | 20 | Ettore Bianco       | Officine Alfieri Maserati | Maserati 6CM | 40   | 31'55"4      |
| 2   | 6  | Aldo Marazza        | Officine Alfieri Maserati | Maserati 6CM | 40   | 31'55"8      |
| 3   | 32 | Eugenio Minetti     | Scuderia Ambrosiana       | Maserati 6CM | 40   | 32'25"2      |
| DNF | 30 | Sergio Carnevalli   | Gruppo Volta              | MB-Maserati  | 30   | Ritiro       |
| DNF | 24 | Ferdinando Barbieri | privato                   | Maserati 4CM | 25   | Ritiro       |

#### 2ª batteria
Al via fu Rocco a prendere la testa della gara, ma già al termine del primo giro Teagno si era portato in prima posizione. Teagno mantenne il comando della gara fin verso gli ultimi giri quando, a causa di problemi ai freni, dovette subire il sorpasso prima di Rocco e poi di Lurani. Teagno giunto terzo, pur avendo registrato un tempo di gara migliore di quello dei qualificati della prima batteria, non potè così accedere alla finale.
La classifica finale della seconda batteria delle qualificazioni fu la seguente:
| Pos | N° | Pilota          | Scuderia            | Vettura      | Giri | Tempo/Ritiro |
| --- | -- | --------------- | ------------------- | ------------ | ---- | ------------ |
| 1   | 14 | Giovanni Rocco  | privato             | Maserati 6CM | 40   | 31'36"4      |
| 2   | 26 | Giovanni Lurani | Scuderia Ambrosiana | Maserati 4CM | 40   | 31'51"4      |
| 3   | 12 | Edoardo Teagno  | privato             | Maserati 6CM | 40   | 31'54"4      |
| 4   | 10 | Ciro Basadonna  | privato             | Maserati 4CM | 38   | + 2 giri     |
| DNF | 28 | Roberto Caspani | privato             | Maserati?    | 28   | Ritirato     |

#### 3ª batteria
Partito subito al comando Trossi andò progressivamente a guadagnare terreno su tutti gli altri transitando a metà gara con oltre 5 secondi di vantaggio su Severi. Quest'ultimo alzò il proprio ritmo di gara e riuscì a sorpassare Trossi nel corso del 24° giro. Trossi reagì alzando il ritmo a propria volta tornando al comando al 27° giro e segnando il giro più veloce di tutte le batterie nella successiva tornata facendo registrare un 44"4 ad oltre 90 km/h di media.
La classifica finale della terza batteria delle qualificazioni fu la seguente:
| Pos | N° | Pilota              | Scuderia                  | Vettura         | Giri | Tempo/Ritiro |
| --- | -- | ------------------- | ------------------------- | --------------- | ---- | ------------ |
| 1   | 2  | Carlo Felice Trossi | Officine Alfieri Maserati | Maserati 4CM    | 40   | 31'18"4      |
| 2   | 22 | Francesco Severi    | privato                   | Maserati 6CM    | 40   | 31'31"6      |
| 3   | 8  | Ferdinando Righetti | Scuderia Ambrosiana       | Maserati 6CM    | 34   | Fermo ai box |
| DNF | 18 | Luciano Uboldi      | Gruppo Volta              | Uboldi-Maserati | 8    | Ritirato     |

### Gara finale
I piloti presero posto sulla griglia di partenza in base ai tempi gara realizzati nelle batterie, quindi lo schieramento prevedeva in prima fila Trossi e Severi, in seconda Rocco e Lurani e in terza Bianco e Marazza.
Nei primi giri fu Rocco a portarsi al comando, ma al 4° giro subì il sorpasso di Trossi che mostrò un ritmo gara ben superiore a quello degli avversari stabilendo il miglior tempo sul giro alla 7ª tornata in 43"8 a oltre 91km/h di media. Dopo aver doppiato Bianco e Severi, si apprestava a doppiare anche Lurani al 27° giro quando perse il controllo della vettura incidentandola contro un muro.
Trossi, che necessitava di punti per rimontare su Bianco nella classifica del campionato, abbandonata la vettura, corse ai box, dove la scuderia diede ordine a Marazza, al momento secondo, di rientrare per cedere la vettura a Trossi, in base la regolamento che permetteva il cambio di conducente.
A quel punto l'ordine di gara vedeva Rocco al comando, Severi a 20", Lurani a ulteriori 5" quindi Trossi a ulteriori 10", mentre Bianco era doppiato di 2 giri. Trossi si lanciò in un tentativo di rimonta che si infranse per problemi al compressore nel corso del 42° giro. Nel giro successivo Bianco, ormai sicuro della vittoria nel campionato anche se doppiato, si ritirò.
I tre concorrenti rimasti in gara giunsero al traguardo senza ulteriori cambi di posizione.
La classifica finale della gara fu la seguente:
| Pos | N° | Pilota                           | Scuderia                  | Vettura      | Giri | Tempo/Ritiro |
| --- | -- | -------------------------------- | ------------------------- | ------------ | ---- | ------------ |
| 1   | 14 | Giovanni Rocco                   | privato                   | Maserati 6CM | 50   | 39'9"4       |
| 2   | 22 | Francesco Severi                 | privato                   | Maserati 6CM | 50   | 39'30"2      |
| 3   | 26 | Giovanni Lurani                  | Scuderia Ambrosiana       | Maserati 4CM | 50   | 39'43"0      |
| DNF | 20 | Ettore Bianco                    | Officine Alfieri Maserati | Maserati 6CM | 43   | Fermo ai box |
| DNF | 6  | Aldo Marazza Carlo Felice Trossi | Officine Alfieri Maserati | Maserati 6CM | 42   | Motore       |
| DNF | 2  | Carlo Felice Trossi              | Officine Alfieri Maserati | Maserati 4CM | 26   | Incidente    |

## Fonti
- Regolamento del Circuito di Campione, in Presidenza del Consiglio dei Ministri - anni 1937-39, fasciolo 14/4 - 2592, Archivio Centrale dello Stato.
- Comitato esecutivo, in Presidenza del Consiglio dei Ministri - anni 1937-39, fasciolo 14/4 - 2592, Archivio Centrale dello Stato.
- CONI - Protocollo 12525, in Presidenza del Consiglio dei Ministri - anni 1937-39, fasciolo 14/4 - 2592, Archivio Centrale dello Stato.
- Ministero Interno - N.442/23020, in Presidenza del Consiglio dei Ministri - anni 1937-39, fasciolo 14/4 - 2592, Archivio Centrale dello Stato.
- Istituto Luce, Giornale Luce B1175 del 29/09/1937: I° circuito automobilistico riservato a vetture da corsa di cilindrata 1500 cmc. URL consultato il 29 luglio 2025 (archiviato il 22 ottobre 2023).
- Circuito Campione - La rievocazione, su circuitocampione.com. URL consultato il 29 luglio 2025 (archiviato il 17 maggio 2025).
- (EN) Leif Snellman, CIRCUIT OF CAMPIONE D'ITALIA, su goldenera.fi, THE GOLDEN ERA. URL consultato il 29 luglio 2025 (archiviato l'8 dicembre 2024).
- (EN) 1937 Circuito di Campione de Italia, su racingyears.com, Racing Years. URL consultato il 29 luglio 2025 (archiviato il 30 luglio 2025).